# Dansk Amatør Raket Klub
Dansk Amatør Raket Klub forkortet DARK, er en klub for raketinteresserede.
DARK blev stiftet i 1975. Foreningens første formand var Claus Clausen, der på det tidspunkt var astronomistuderende. I løbet af de næste 20-30 år forestod DARK det primære arbejde med amatørraketter i Danmark.
DARKs raketter bestod primært af to typer: MiniDARK, som havde en diameter på 75 mm, og MidiDARK, som var lidt større. Der var oprindeligt tradition for at navngive raketterne efter den nordiske mytologi, f.eks. Sleipner, Skøvnung, Røskva og Bifrost.
I klubben anvendtes oprindeligt primært Zn/S-brændstof, men i løbet af 90'erne eksperimenteredes med flere forskellige typer composite-brændstof.
Et enkelt forsøg med flydende brændstof, raketmotoren "Kilo", blev det også til.
Statiske motortests blev foretaget ved skydeterrænet Stold 55°45′16″N 11°17′23″Ø / 55.7544°N 11.2896°Ø ikke langt fra Havnsø.
Da det var svært at opnå tilladelse til at opsende amatørraketter i Danmark, opsendtes raketter ofte fra Skillingaryd Skjutfält i Sverige, i samarbejde med den svenske raketgruppe Pyro, der også arbejdede med amatørraketter. Ud over Pyro var DARKs primære internationale samarbejdspartner hollandske NERO, Nederlandse vereniging voor Raket Onderzoek.
I mange år holdt DARK til i klubbens lokaler på Grøndals Parkvej 110 i Vanløse, men klubben fraflyttede lokalerne i midten af 90'erne.
DARK udgav medlemsbladet "KRAD" (DARK baglæns), og adskillige tekniske artikler og noter, som kan findes på klubbens hjemmeside.